# Dwarka Nath Chatterjee
Dwarka Nath Chatterjee fue diplomático indio.

## Biografía
Estudió en Calcuta, en el King's College de Londres, Escuela de Economía y Ciencia Política de Londres y la Escuela de Estudios Orientales y Africanos, Universidad de Londres;
De 1940 a 1948 prestó servicio de la artillería salé como Mayor.
En 1945 fue aprobada al Staff College.
En 1948 se unó al servicio Exterior.
De 1958 a 1959 fue Cónsul-geneneral en Ginebra y representante ante la Oficina de la Organización de las Naciones Unidas en Ginebra.
De 1959 a diciembre 1962 fue ministro de embajada en Washington,C D y cónsul au rang d'un E. S. G. En Nueva York.
- De diciembre 1962 al 11 de mayo de 1965 fue embajador en Leopoldville, que cambió en 1966 su nombre en Kinsasa.
- De 11 de mayo de 1965 a 1967 fue Alto Comisionado en Canberra.[1]
- De 1967 a 1968 fue Encargado de negocios de la High Commission of India to the United Kingdom en Londres.
- De 1968 a 1969 fue Alto Comisionado adjunto  en Londres.
- De 1969 a 1971 fue embajador en París.[2]

## Obra
- Food and nutrition in India, 1947
- How common people think, 1952
- Storm over the Congo,  1980